# Norambar
Norambar est l'ancienne usine McMaster de Stelco situé à Contrecœur au Québec. Elle passe aux mains de ArcelorMittal en 2006. Maintenant nommée ArcelorMittal Contrecœur Ouest, l'usine emploie environ 300 employés.